# Vogelsbruch
Vogelsbruch ist eine Ortslage im Wuppertaler Stadtbezirk Uellendahl-Katernberg im Wohnquartier Siebeneick.

## Lage und Beschreibung
Die Ortslage befindet sich an der Kreisstraße 11 im Südosten des Wohnquartiers auf einer Höhe von 288 m ü. NHN. Sie ist heute Bestandteil eines mittlerweile geschlossenen Siedlungsbereiches, der auch die Ortslagen Metzmachersrath, Triebel, Röttgen, Branger und Grenze Jagdhaus umfasst.
Weitere benachbarte Ortslagen sind Brink, Schevensiepen, Fingscheid, Schevenhof, Steingeshof, Wüstenhof, Jungmannshof und Krähenberg.

## Geschichte
Im 19. Jahrhundert gehörte die Hofschaft Vogelsbruch zu der Bauerschaft Obensiebeneick in der Bürgermeisterei Hardenberg, die 1935 in Neviges umbenannt wurde. Damit gehörte es von 1816 bis 1861 zum Kreis Elberfeld und ab 1861 zum alten Kreis Mettmann. 
Im Gemeindelexikon für die Provinz Rheinland von 1888 werden zwei Wohnhäuser mit 13 Einwohnern angegeben.
Mit der Kommunalreform von 1929 wurde der südöstliche Teil von Obensiebeneick um Vogelsbruch abgespalten und zusammen mit südlichen Dönberger Ortschaften in die neu gegründete Stadt Wuppertal eingemeindet, der Rest Obensiebeneicks verblieb zunächst bei Neviges. Durch die nordrhein-westfälische Gebietsreform kam Neviges mit Beginn des Jahres 1975 zur Stadt Velbert und das restliche Obensiebeneick wurde ebenfalls Wuppertal eingemeindet.